# Daniel Yanofsky
Daniel Abraham Yanofsky, noto anche come Abe Yanofsky (Brody, 25 marzo 1925 – Winnipeg, 5 marzo 2000), è stato uno scacchista e avvocato canadese di origine polacca.
Nel 1964 diventò il primo Grande maestro del Canada.
Nato a Brody (allora in Polonia, oggi in Ucraina), quando aveva otto mesi la sua famiglia emigrò in Canada, stabilendosi a Winnipeg. Nel 1937, all'età di 12 anni, vinse il campionato del Manitoba, e nello stesso anno partecipò a Toronto al suo primo campionato canadese.
Nel 1939, a 14 anni, partecipò con la nazionale canadese alle Olimpiadi di Buenos Aires, realizzando il miglior risultato in seconda scacchiera (+12 =3 –1). Partecipò poi ad altre dieci Olimpiadi fino al 1980, realizzando complessivamente il 54,6% dei punti.
Nel 1941 vinse il suo primo Campionato canadese. Lo vinse ancora sette volte (l'ultimo nel 1965), per un totale di otto titoli canadesi. Nel 1953 vinse, alla pari con Harry Golombek, Antonio Medina e Jonathan Penrose, il 28º Torneo di Hastings. Nello stesso anno, mentre stava studiando ad Oxford, vinse anche il Campionato britannico. Nel 1942 vinse a Dallas, alla pari con Herman Steiner, il 43º Campionato open degli Stati Uniti.
Yanofsky si laureò in legge all'Università del Manitoba nel 1951 ed in seguito esercitò la professione di avvocato a Winnipeg con suo fratello Harry, anch'egli un maestro di scacchi. Discusse diverse cause presso la Corte suprema del Canada.